# Чкаловська сільська рада (Веселівський район)
| Чкаловська сільська рада — колишній орган місцевого самоврядування у Веселівському районі Запорізької області з адміністративним центром у с. Чкалове. Сільській раді підпорядковані населені пункти: - с. Чкалове |

## Склад ради
Рада складається з 16 депутатів та голови.

## Керівний склад сільської ради
| ПІБ                               | Основні відомості                                                         | Дата обрання | Дата звільнення |
| --------------------------------- | ------------------------------------------------------------------------- | ------------ | --------------- |
| Москальов Володимир Іванович      | Сільський голова, 1956 року народження, освіта, безпартійний              | 26.03.2006   | 31.10.2010      |
| Москальов Володимир Іванович      | Сільський голова, 1956 року народження, освіта вища, член Партії регіонів | 31.10.2010   | 18.03.2012      |
| Калиновський Станіслав Васильович | Сільський голова, 1968 року народження, освіта вища, безпартійний         | 18.03.2012   |                 |

Примітка: таблиця складена за даними джерела